# 冯家山灌区
冯家山灌区是中国陕西省凤翔县的一个灌区，其水源为千河。灌区设计面积90.7万亩，实际面积为83万亩，进水闸设计流量为立方米每秒。